# 六甲基环三硅氮烷
六甲基环三硅氮烷，简称HMCTS或HMCTSZN，是一种有机化合物，化学式 C
6H
21N
3Si
3 或[–Si(CH
3)
2–NH–]
3。这个分子里面有由三个硅原子和三个氮原子交替排列而成的六元环，每个硅原子都连接两个甲基，氮原子则连接氢原子。它也可以看作是假想化合物环三硅氮烷 [–SiH
2–NH–]
3的衍生物，或是假想化合物二甲基硅氮烷 (CH
3)
2SiNH的三聚体。
六甲基环三硅氮烷在室温下是无色清澈液体。
由于其在半导体工业中的应用，六甲基环三硅氮烷作为氮化硅和碳氮化硅沉积的前体已被广泛研究，并作为光刻胶中的添加剂。也有人建议将其作为二氧化硅的添加剂，用于色谱法。

## 结构
六甲基环三硅氮烷的环几乎是一个平面。这个分子内的键长为 Si-N = 1.728 Å、Si-C = 1.871 Å、C-H = 1.124 Å。它的键角则为 N-Si-N ≈ 108°、Si-N-Si ≈ 127°、 C-Si-C ≈ 109°、H-C-H ≈ 112°。

## 制备
六甲基环三硅氮烷是在1948年由 Brewer 和 Haber 通过二甲基二氯硅烷 Si(CH
3)
2Cl
2和液氨 NH
3反应，然后用苯萃取沉淀首次合成的。反应会产生多种产物，主要是三聚体和四聚体八甲基环四硅氮烷。三聚体可以通过分馏与其他产物分离。
通过在合适的催化剂存在下与氢气反应转化四聚体，可以提高产率。